# Елблаг
Елблаг (пољ. Elbląg) град је у северној Пољској на око 10 километара од обале Балтика. Административно припада Варминско-мазурском војводству. Удаљен је 55 километара источно од Гдањска. Кроз град протиче истоимена река која се улива у Балтичко море. Године 2008. имао је 126.460 становника.
Око 890. помиње се пруско насеље на овом месту под именом Трусо. Град Елбинг је основан 1237. Основали су га Тевтонски витезови који су ту изградили утврђење. Током историје град је потпадао под власт Краљевине Пољске (1466), Краљевине Пруске (1772) и Немачке (1871). Елбинг је тешко страдао у Другом светском рату (уништено 65% града). После рата град је додељен Пољској, немачко становништво је протерано, а ту су се населиле пољске избеглице са истока.

## Демографија
| 1946.  | 1950.  | 1960.  | 1970.  | 1980.   | 1995.   | 2000.   | 2005.   | 2010.   | 2012.   |
| ------ | ------ | ------ | ------ | ------- | ------- | ------- | ------- | ------- | ------- |
| 20.924 | 48.112 | 76.513 | 90.051 | 110.221 | 128.605 | 130.160 | 127.275 | 126.049 | 123.659 |

## Партнерски градови
- Компјењ
- Калињинград
- Балтијск
- Барсел
- Лер
- Друшкининкај
- Навагрудак
- Тернопољ
- Кокимбо
- Баођи
- Тајнан
- Нови Сонч
- Trowbridge